# 小划蝽
小划蝽（学名：Micronecta grisea）为小划蝽科小划蝽屬下的一个种。